# Градски блок
Градски блок, ређе насељски блок је израз у урбанистичком планирању и пројектовању, који се односи на мали део изграђеног насељског подручја омеђен обично улицама, а у ређим случајевима другим линијским елементима у граду (нпр. водоток, железничка пруга, значајан далековод и сл.). Више градских блокова чини четврт у граду. По правилу, за један градски, одн. насељски блок најчешће важе иста правила уређења и грађења. Блокови се даље деле на грађевинске парцеле са грађевинама. 
Градски блокови могу бити правилни или неправилни у зависности од урбане генезе. Неправилни блокови настају органским и спонтаним развојем насеља, док правилни планским развојем и они обично имају „чист“ облик, попут правоугаоника или квадрата. 

## Мрежасти план
У већини градова новог света који су планирани, уместо да су се постепено развијаји током дужег временског периода, улице се обично постављају на мрежасти план, тако да су градски блокови квадратни или правоугаони. Користећи принцип развоја периметарског блока, градски блокови се развијају тако да се зграде налазе по ободу блока, са улазима окренутим ка улици, а полуприватним двориштима у задњем делу зграда. Овај аранжман има за циљ да се обезбеди добра друштвена интеракција међу људима.
Пошто се размак улица у мрежним плановима толико разликује међу градовима, па чак и унутар градова, тешко је генерализовати величину градског блока. Дугуљасти блокови се значајно разликују по ширини и дужини. Стандардни блок на Менхетну је око 264 ft × 900 ft (80 m × 274 m). У Чикагу, типични градски блок је 330 ft × 660 ft (100 m × 200 m), што значи да 16 блокова исток-запад или 8 блокова север-југ мери једну миљу, што су усвојили други градови у САД. У већем делу Сједињених Држава и Канаде, адресе следе систем бројева блокова и парцела, у коме је сваком блоку улице додељено 100 бројева зграда. Блокови у централном Мелбурну, Аустралија, такође су величине 330 ft × 660 ft (100 m × 200 m), формирани дељењем квадратних блокова у оригиналној мрежи са уском улицом у средини.
Многи градови старог света су временом нарасли, и нису планирани од самог почетка. Из тог разлога, правилан образац равномерних, квадратних или правоугаоних градских блокова није тако уобичајен међу европским градовима, на пример. Изузетак представљају они градови који су настали као римска војна насеља, а који често имају првобитни мрежасти распоред око две главне ортогоналне осе. Један значајан пример је Торино, Италија. По угледу на Филаделфију, Њујорк је усвојио Комесарски план из 1811. за опсежнији мрежасти план. Средином 20. века усвајање једноликог, праволинијског блока готово је у потпуности спласнуло, а преовладали су различити распореди, са насумичним величинама, и криволинијским или неортогоналним блоковима и одговарајућим уличним обрасцима.

## Варијације структуре

### Традиционални градски блок
Традиционални градски блокови су стара врста градског блока, образована у историјском граду. Они могу бити и правилни, тј. настали планом, или неправилни кроз органски развој. Заједничка особина свих њих је да се градња одвија и уређује дуж на ободу блока, тј. пратећи линију која раздваја блок од околних улица. Обично су традиционални блокови релативно мали у градовима, а већи су селима. 

### Супер-блок
Супер-блок је подручје урбаног земљишта које је омеђено улицама и величине више „традиционалних“ градских блокова типичне величине. Унутар супер-блока, локална путна мрежа, ако постоји, је постављена да служи само локалним потребама.

#### Дефиниције и типологије
У оквиру широког концепта супер-блока, појављују се различите типологије засноване првенствено на унутрашњим путним мрежама унутар супер-блока, њиховом историјском контексту и да ли су засноване на аутомобилу или пешачењу. Контекст у којем се супер-блокови проучавају или замишљају доводи до различитих дефиниција.

Унутрашња улична мрежа коју одликују слепе улице типична је за развој предграђа приступачних само аутомобилу првенствено у западним земљама током 20. века. Дефиниција Оксфордског речника архитектуре и пејзажне архитектуре је укорењена у овој типично приградској концепцији:
„Подручје које садржи стамбене зграде, продавнице, школе, канцеларије, итд., са јавним отвореним простором (нпр. зеленилом), окружено улицама и кроз које пролазе слепе улице. Оно је повезано је са другим супер-блоковима и центром града путем стаза изнад или испод путева (нпр. у планирању Радберна).“
Иако је циљ оваквих супер-блокова генерално да се умањи саобраћај унутар супер-блока усмеравањем на околне важније саобраћајнице, учинка је у многим случајевима био учвршћивање зависности од аутомобила ограничавањем кретања пешака и бициклиста. 

Супер-блокови такође могу да садрже ортогоналну интерну саобраћајну мрежу, укључујући и оне засноване на правилном ортогоналном или квази-мрежном плану. Та типологија преовлађује у Јапану и Кини, на пример. Чен дефинише урбану морфологију супер-мреже и супер-блока у том контексту на следећи начин:
„Супер-мрежа је велика мрежа широких путева која одређује низ ћелија или супер-блокова, од којих сваки садржи мрежу ужих улица.“
Суперблокови такође могу бити ретроактивно постављени на већ постојећи план мреже променом саобраћајних правила и уличног пејзажа унутрашњих улица унутар суперблока, као у случају Барселониних суперила (каталонски за суперблокове). Свака суперила има девет градских блокова, са ограничењем брзине на унутрашњим путевима на 10–20 km/h, забрањеним саобраћајем, и кретањем могућним само на периметарским путевима.
На простору некадашњег Совјетског Савеза, технички израз из грађевинске индустрије је „стамбени масив“ (рус. Жилой массив). Према дефиницији, стамбени масив се састоји од неколико стамбених четврти (градских блокова) које су повезане једним архитектонским решењем (концептом). У великом броју градова у постсовјетским земљама, неколико градских четврти са називом „масив“ су изграђени у другој половини 20. века брзим ширењем тамошњих градова. У средњој Европи, која је некада била у Варшавском пакту, много градова има велика стамбена насеља са префабрикованим („панел“) вишеспратним зградама. 

## Употребе

### Неформална јединица удаљености
У северноамеричком енглеском и аустралијском енглеском, реч „блок“ се користи као неформална јединица удаљености. На пример, неко ко даје упутства може рећи: „То је три блока одавде“.

### Онлајн
Постојале су онлајн иновације и веб-сајтови као што је msnbc.com у власништву EveryBlock, који користи геоспецифичне уносе са комшинских блогова, Фликр, Јелп, Креглист, Јутуб, Твитер, Фејсбук и других збирних података како би се читаоцима пружила слику о томе шта се дешава у њиховом граду или комшилуку све до нивоа блока.